# Medina County, Texas
Medina County är ett administrativt område i delstaten Texas, USA, med 46 006 invånare (2010). Den administrativa huvudorten (county seat) är Hondo. 

## Geografi
Enligt United States Census Bureau har countyt en total area på 3 458 km². 3 440 km² av den arean är land och 18 km² är vatten. 

### Angränsande countyn
- Bandera County - norr
- Bexar County - öster
- Atascosa County - sydost
- Frio County - söder
- Uvalde County - väster

### Städer och samhällen
- Castroville
- Devine
- D'Hanis
- Hondo (huvudort)
- LaCoste
- Lake Medina Shores
- Lytle (delvis)
- Natalia
- San Antonio (delvis)